# Пынько, Аскольд Григорьевич
Аскольд Григорьевич Пынько́ (13.09.1934 — 26.10.1993) — начальник управления «Охотскрыбвод» (1964—1993). Лауреат Премии Правительства Российской Федерации в области науки и техники за 1997 год, заслуженный работник рыбного хозяйства РСФСР. «Проявил себя талантливым руководителем, специалистом в области рыбоохраны и регулирования крупномасштабного рыболовства. По его инициативе была учреждена Северо-Восточная центральная ихтиологическая лаборатория, создан новый район лососеводства на Северо-Востоке, построены несколько рыбоводных заводов в Ольском районе». «Первым в стране организовал лицензионные участки для рыбаков-любителей и рыбоводные предприятия по искусственному воспроизводству лососевых».
В 1958 году получил высшее образование в стенах Иркутского сельскохозяйственного института (ныне Иркутский государственный аграрный университет имени А. А. Ежевского).
После окончания вуза 9 лет работал в Сахалинрыбводе.
В феврале 1967 года назначен начальником управления «Охотскрыбвод» (ныне ФГБУ «Охотское бассейновое управление по рыболовству и сохранению водных биологических ресурсов»). На должности работал до конца своей жизни в октябре 1993 года. За 26 лет
под его руководством управлением «Охотскрыбвод» «проделана огромная работа по защите экономических интересов страны, сохранению и преумножению её природных богатств, мониторингу ВБР, мелиорации».
В 1998 году посмертно награждён Премией Правительства Российской Федерации в области науки и техники «за разработку теоретических основ управляемого лососеводства и его практическую организацию на Охотоморском побережье Магаданской области».

## Память
В честь Аскольда Григорьевича назван пограничное патрульное судно «Аскольд Пынько».